# Puchar Ministra Obrony Narodowej 2011
Puchar Ministra Obrony Narodowej 2011 – 50. edycja wyścigu kolarskiego o Puchar Ministra Obrony Narodowej, która odbyła się 20 sierpnia 2011 na liczącej 167 kilometrów trasie wokół Płocka; wyścig był częścią UCI Europe Tour 2011.

## Klasyfikacja generalna
| \| Klasyfikacja generalna \| Klasyfikacja generalna \| Klasyfikacja generalna \| Klasyfikacja generalna \| Klasyfikacja generalna \| \| Kolarz \| Kolarz \| Państwo \| Drużyna \| Czas \| \| ---------------------- \| ---------------------- \| ---------------------- \| ------------------------------ \| ---------------------- \| \| 1. \| Tomasz Kiendyś \| Polska \| CCC Polsat Polkowice \| 4h 02' 27" \| \| 2. \| Radosław Romanik \| Polska \| Bank BGŻ \| + 9" \| \| 3. \| Matej Jurčo \| Słowacja \| Dukla Trenčín Merida \| + 10" \| \| 4. \| Łukasz Bodnar \| Polska \| CCC Polsat Polkowice \| + 2' 57" \| \| 5. \| Marcin Sapa \| Polska \| BDC \| + 2' 57" \| \| 6. \| Paweł Cieślik \| Polska \| Bank BGŻ \| + 2' 57" \| \| 7. \| Michał Podlaski \| Polska \| reprezentacja Wojska Polskiego \| + 3' 02" \| \| 8. \| Sylwester Janiszewski \| Polska \| CCC Polsat Polkowice \| + 3' 40" \| \| 9. \| Krzysztof Jeżowski \| Polska \| Bank BGŻ \| + 3' 41" \| \| 10. \| Wojciech Ziółkowski \| Polska \| BDC \| + 3' 43" \| |                       |          |                                |            |
| |                       |          |                                |            |
| Źródło: ProCyclingStats |                       |          |                                |            |
| Klasyfikacja generalna |                       |          |                                |            |
| Kolarz | Kolarz                | Państwo  | Drużyna                        | Czas       |
| 1. | Tomasz Kiendyś        | Polska   | CCC Polsat Polkowice           | 4h 02' 27" |
| 2. | Radosław Romanik      | Polska   | Bank BGŻ                       | + 9"       |
| 3. | Matej Jurčo           | Słowacja | Dukla Trenčín Merida           | + 10"      |
| 4. | Łukasz Bodnar         | Polska   | CCC Polsat Polkowice           | + 2' 57"   |
| 5. | Marcin Sapa           | Polska   | BDC                            | + 2' 57"   |
| 6. | Paweł Cieślik         | Polska   | Bank BGŻ                       | + 2' 57"   |
| 7. | Michał Podlaski       | Polska   | reprezentacja Wojska Polskiego | + 3' 02"   |
| 8. | Sylwester Janiszewski | Polska   | CCC Polsat Polkowice           | + 3' 40"   |
| 9. | Krzysztof Jeżowski    | Polska   | Bank BGŻ                       | + 3' 41"   |
| 10. | Wojciech Ziółkowski   | Polska   | BDC                            | + 3' 43"   |